# Чемпионат Литвы по футболу 2003
А Лига 2003 (лит. A Lyga 2003) — 15-й сезон чемпионата Литвы по футболу со времени восстановления независимости Литвы в 1990 году. Он начался 4 апреля и закончился 31 октября 2003 года.
По итогам прошлого сезона из I лиги в А Лигу вышли «Ветра» и «Швеса». «Гележинис Вилкас» и «Невежис» покинули элитный дивизион, а «Инкарас» перед началом чемпионата был расформирован. В турнире стартовали 8 клубов, которые сыграли в 4 круга по системе «каждый с каждым».
Чемпион получил право стартовать в первом квалификационном раунде Лиги чемпионов, а клуб, занявший второе место, и «Жальгирис» (4-е место), как обладатель Кубка Литвы-2003, — в первом отборочном раунде Кубка УЕФА. Команды, занявшие третье и пятое места, участвовали в Кубке Интертото с первого раунда.

## Турнирная таблица
| М | Команда                            | И  | В  | Н | П  | Мячи    | ±   | О  | Примечания                                        |
| - | ---------------------------------- | -- | -- | - | -- | ------- | --- | -- | ------------------------------------------------- |
| 1 | ФБК Каунас гл.тр. Сергей Боровский | 28 | 21 | 5 | 2  | 64 − 20 | +44 | 68 | 1-й квалификационный раунд Лиги чемпионов 2004/05 |
| 2 | Экранас гл.тр. Виргиниюс Любшис    | 28 | 18 | 8 | 2  | 50 − 19 | +31 | 62 | 1-й отборочный раунд Кубка УЕФА 2004/05           |
| 3 | Ветра                              | 28 | 13 | 8 | 7  | 42 − 22 | +20 | 47 | Первый раунд Кубка Интертото 2004                 |
| 4 | Жальгирис                          | 28 | 9  | 7 | 12 | 37 − 37 | 0   | 34 | 1-й отборочный раунд Кубка УЕФА 2004/05           |
| 5 | Атлантас гл.тр. Вацис Лекявичюс    | 28 | 9  | 6 | 13 | 27 − 30 | −3  | 33 | Первый раунд Кубка Интертото 2004                 |
| 6 | Судува                             | 28 | 8  | 8 | 12 | 39 − 45 | −6  | 32 |                                                   |
| 7 | Швеса                              | 28 | 7  | 5 | 16 | 25 − 38 | −13 | 26 |                                                   |
| 8 | Сакалас                            | 28 | 1  | 5 | 22 | 13 − 86 | −73 | 8  | Вылет в Первую лигу 2004                          |

И — игры, В — выигрыши, Н — ничьи, П — проигрыши, Мячи — забитые и пропущенные голы, ± — разница голов, О — очки

## Бомбардиры
| место | игрок        | клуб    | голы    |
| ----- | ------------ | ------- | ------- |
| 1     | Бенюшис      | Каунас  | 16      |
| 2     | Лукшис       | Экранас | 13      |
| 3     | Литвинас     | Ветра   | 11 (22) |
| 4     | Радзинявичюс | Судува  | 11 (27) |
| 5     | Савенас      | Экранас | 10      |